# Parti humaniste de l'Angola
Pour les articles homonymes, voir Parti humaniste.
Le Parti humaniste de l'Angola (en portugais : Partido Humanista de Angola abrégé PHA) est un parti politique angolais. Fondé par la journaliste et juriste Florbela Malaquias, il est légalement reconnu par le Tribunal constitutionnel le 27 mai 2022.
Lors des élections générales angolaises de 2022, où Florbela Malaquias est l'unique femme à la tête de liste d'un parti politique, le PHA remporte 2 sièges sur 220 à l'Assemblée nationale.